# Шаламова, Антонина Васильевна
Шаламова Антонина Васильевна (16 июля 1911, с. Александрийская, Кизлярский отдел, Терская область  — неизвестно) — Звеньевая колхоза «Вперёд», города Кизляр Грозненской области. Герой Социалистического Труда.

## Биография
Родилась 16 июля 1911 года в селе Александрийская (ныне Кизлярский район Республики Дагестан). Русская. Со дня основания в 1930 году трудилась в виноградарском колхозе «Вперёд», позже её назначили руководителем звена.
В 1948 году звено, которым руководила Шаламова, показало высокий урожай, собрав с 3,3 гектара поливных виноградников в среднем 165 центнеров с гектара.
17 сентября 1949 года указом Президиума Верховного Совета СССР за получение высоких урожаев винограда в 1948 году  удостоена звания Героя Социалистического Труда с вручением ордена Ленина и золотой медали «Серп и Молот».